# Санто-Стефано (остров, Сардиния)
Санто-Стефано — небольшой остров в составе архипелага Ла-Маддалена, расположенного к северо-востоку от Сардинии, часть национального парка Ла-Маддалена.
Ныне остров почти целиком находится в частной собственности — за исключением размещённых в восточной части его территории военных объектов, обслуживающих корабли итальянского ВМФ, а также закрытой ныне базы для приёма атомных подводных лодок ВМС США. Остров по большей части необитаем — не считая военных, единственными его посетителями бывают представители местного туристического клуба Club valtur, посещающие остров только в течение летних месяцев. На острове расположен курорт клуба под названием отель Valtur. Доступ на остров для частных лиц возможен паромом или с Ла-Маддалены, или из соседнего Палау на Сардинии.
Площадь острова составляет 3 км², высота самого высокого пика, горы Цуккеро, достигает 101 м. Остров является четвёртым по площади среди островов архипелага и расположен на полпути между островами Палау и Ла-Маддалена, расстояние между которыми составляет порядка 1500 м. Остров сложен из розового и белого гранита, что придаёт водам моря в окрестностях изумрудно-лазурный оттенок, особенно на южном его побережье, обращённом к Капо д’Орсо.

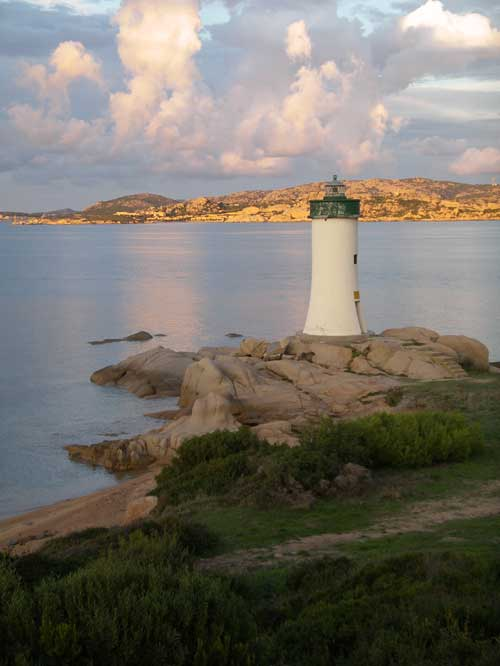
Вид на Санто-Стефано с Палау

В бухте Вильямарина, в заброшенном гранитном карьере, можно увидеть огромный скульптурный бюст Констанцо Чиано, изготовленный по распоряжению Бенито Муссолини для завершения мавзолея Чиано в Ливорно. В верхней части острова расположен форт Святого Георгия, построенный в конце XVIII века, который обычно называют фортом Наполеона, поскольку во время знаменитой атаки на архипелаг 23 февраля 1793 года войска под руководством тогда ещё корсиканского военачальника Н. Бонапарта овладели этим фортом и из него обстреливали центр Ла-Маддалены. Изначально здание форта было возведено в 1773 году.
В 1972 году правительство Андреотти предоставило США право на использование территории базы военно-морского флота в восточной части острова для последующего размещения там базы для приёма атомных подводных лодок. Однако уже в 1987 году командование ВМС США выпустило официальный документ, призывающее к отзыву с острова военных кораблей и превращению его в национальный парк. Тем не менее в 2004 году премьер-министр Италии Сильвио Берлускони, несмотря на ожидаемый уход американцев с острова, предоставил американскому флоту право на расширение его базы, разрешив использовать часть природной территории парка для возведения нового административного здания. Американцы планировали окончательно покинуть островок в 2008 году; корабль USS Emory S. Land покинул итальянскую военно-морскую базу 27 сентября 2007 года. Окончательно американская база была выведена из эксплуатации 25 января 2008 года. Военная база на Санто-Стефано была выбрана местом проведения саммита Большой восьмёрки в 2009 году, прежде чем его участники отбыли в Аквилу.